# ハムレット (1964年の映画)
『ハムレット』（露: Гамлет）は、ウィリアム・シェイクスピアの戯曲『ハムレット』をロシア語で脚色した1964年のソ連映画である。ボリス・パステルナークによる翻訳を基にしている。この作品はグリゴーリ・コージンツェフとヨシフ・シャピロによって監督され、インノケンティ・スモクトゥノフスキーがハムレット王子の役を演じている。

## 背景
グリゴーリ・コージンツェフはロシアの前衛芸術家集団FEKSの創始者の一人であり、その考えはダダイズムや未来派と密接に関係していた。1923年、コージンツェフはFEKSの実験的な作風としてパントマイムによる『ハムレット』の上演を計画していた。しかし、その計画は実行されず、コージンツェフの精力は映画に注がれるようになった。しかしながら1941年、コージンツェフは『リア王』のレニングラード上演を機に演劇界に戻った。そして1954年、コージンツェフはパステルナークの翻訳を使用し、レニングラードのプーシキン劇場で『ハムレット』の舞台作品を監督した。これは、ヨシフ・スターリン時代後のソビエトによるはじめての舞台制作のうちのひとつであった。
コージンツェフはシェイクスピアについて広く執筆も行っており、著書『シェイクスピア－時間と良心』の中の多くの章が、初期演出の史的概観とともに『ハムレット』に対する考えに充てられている。「ハムレットとの10年」と題する補遺のなかに、コージンツェフは自身の1954年の舞台制作と1964年の映画制作の経験を綴った日記からの引用を含んでいる。

## 脚色
コージンツェフの映画は舞台劇の構成に忠実である。しかし、原本（パステルナークの翻訳に基づく）がかなり簡略化されており、全上演時間は2時間20分になっている（舞台劇では全上演で4時間もかかることもある）。劇の冒頭の場面は、第4幕の第1場および第6場と共に完全にカットされているが、たとえ劇的に短くなっている場面があっても、他の場面は順序通りに描かれている（ハムレットの最後のせりふは「あとは沈黙」のみに減らされている）。第4幕では、イングランドへの船旅の途中でローゼンクランツとギルデンスターンの裏をかくことを明示するために構成の変更がなされている。コージンツェフはいつも視覚表現を用いて劇の真意を表現しようと努めており、会話部分を用いないで構成された有名な場面がある（例：冒頭のハムレットが王宮の喪の儀式に参加するためにエルシノアに現れる場面、および幽霊の出現を監視する場面）。
ローレンス・オリヴィエの1948年の映画がハムレットの精神の動揺に焦点をあてるために舞台劇の政治的な面の大部分を取り除いたのとは異なり、コージンツェフの『ハムレット』は個人的であるのと同じくらい政治的であり、社会的である。コージンツェフは前に製作されたオリヴィエ版のハムレットを観察し、こう述べている。「オリヴィエは政治という主題をカットした。そして私はそれを興味深いと思う。私はこの線から一歩も譲らないだろう」。オリヴィエが狭い螺旋階段を使用したシーンで、コージンツェフは広い道を使用しており、大使や宮廷人が多く登場する。城の監獄としての役割が強調され、カメラは頻繁に桟や鉄格子越しに撮影をする。そしてある批評家は、鉄のように堅いファージンゲールに身を包んだオフィーリアのイメージはこの映画において、厳しい政治的環境の中での繊細で知性ある者の宿命を象徴していると提唱した。この映画は、ぼろ着に身を包んだ庶民も登場するが、彼らはまるで墓堀のようである。思いやりがあり、平和に暮らすことだけを望んでいる。

## 表現法
カメラはしきりに動き、長いショット（平均時間24秒）のおかげで宮廷と城の空間の物質的な探求が可能になる。
城そのものについてコージンツェフはこう述べている。「城の全光景を撮影してはならない。その姿は、エルシノアの様々な側面の感覚の効果的配列の中でのみ現れる。そして、その外観はシークエンスのモンタージュを通して様々な場所で撮影された」。多くの屋外風景はロシアとエストニアの国境にあるイヴァンゴロドの要塞で撮影された。
多くの撮影が屋外で行われた。城の背景から離れると、映画のイメージは自然の要素が多くを占める。コージンツェフはこれを原文に視覚形態を与えられる極めて重要な方法であったとみていた。「不思議なことに、彼らはいつも撮影所内で『ハムレット』を映画化しようと試みていた。しかし私には、シェイクスピアの言葉を視覚心象に生まれ変わらせる鍵は自然の中でのみ見つけることができるように思える」。「造形芸術の基本要素は自然を背景にして形作られるように思われる。決定的な箇所で、時代ものとしての様式化（テューダー時代やイングランドふうの気取り）を追い出し、本質的なところを表現すべきだ。私は石、鉄、火、地球、そして海のことを考えている」。これらの要素は、断崖に建つ城が押し寄せる波に垂れ下がる影によって表現されている冒頭の映像、そしてハムレットが死ぬときに海に面した岩を背に座るために暗い場所から出る最後の場面を含む、至るところに存在している。

## 批評
1964年にこの映画が発表されたとき、ソビエト連邦内、および国外でたくさんの賞を受賞した（以下参照）。イギリス文学で高く評価された作品の改作が英語で行われなかったという事実にもかかわらず、イギリス、アメリカの批評家の間でのこの映画の評判は、概して好意的なものであった。『ニューヨーク・タイムズ』の批評家はこの点を取り上げて、こう述べている。「しかし、聴覚刺激（シェイクスピアの感銘を与える言葉）の欠如は、ある程度ドミトリー・ショスタコーヴィチの壮麗で心を掻き立てる背景音楽で補われている。この映画は、際立った気高さ、深み、そして時には然るべき荒々しさ、またはふさわしい軽さを持っている」。このレビューの著者は、映画の表現力に注意した。この著者によると、コージンツェフは「目を奪うことに関心を持っている。そしてコージンツェフは絵画的な柔軟性と力をうまく実現させつつこれを成し遂げている。風景と建物、気候と大気が、この白黒の映画の中で役者が演じることとほとんど変わらない重要な役を務める」。
学術文献によると、この映画はシェイクスピア、特に多くの内面的思考からなる劇を映画化する方法の研究で顕著な注目を受け続けている。
ピーター・ブルック監督は、たとえその映画が最終的に成功しているかには懸念を抱いていても、映画を特に興味深いものだと考えていた。「ロシア版『ハムレット』は学問的にすぎるとして非難されてきた。そしてたしかに学問的だ。しかしながら、この映画にはひとつ非常に大きな強みがある。この映画の全ては監督によるこの舞台劇の意味の探求に結びついている。監督による構成は意味から切り離せない。この映画の強みは、コージンツェフの自らの構想を明瞭に実現する能力の中にある。しかし、限界はその流儀の中にある。結局、ソヴィエト連邦のハムレットはポスト・エイゼンシュテイン現実主義である。つまり超ロマン主義的なのだ。シェイクスピアに欠くことができないものからは非常にかけ離れている。いかなる意味においても、叙事詩的でも、野蛮でも、色鮮やかでも、抽象的でも、現実的でもない」。
アメリカのテレビではこの映画の抜粋が放送されただけで、全編放送はされたことがない。

## 賞
- 1964年 ヴェネツィア国際映画祭 審査員特別賞（受賞） - グリゴーリ・コージンツェフ
- 1964年 ヴェネツィア国際映画祭 金獅子賞（ノミネート） - グリゴーリ・コージンツェフ
- 1964年 ウィースバーデンシェイクスピア映画祭 最優秀映画賞
- 1964年 オール・ユニオン映画祭
  - シェイクスピアの悲劇映画化に際してめざましい功績をあげたことに対する特別審査員賞
  - 音楽賞 - ドミトリー・ショスタコーヴィチ
  - ソヴィエト連邦 美術賞 - エフゲニー・エネイ、スリコ・ヴィルサラーゼ
  - ソヴィエト連邦 撮影賞 - インノケンティ・スモクトゥノフスキー
- 1965年 ソビエト連邦国家賞（受賞） - グリゴーリ・コージンツェフ、インノケンティ・スモクトゥノフスキー
- 1966年 英国アカデミー賞 作品賞（ノミネート） - グリゴーリ・コージンツェフ
- 1966年 英国アカデミー賞 外国人俳優賞（ノミネート） - インノケンティ・スモクトゥノフスキー
- 1966年 サン・セバスティアン国際映画祭 審査員特別賞およびスペイン映画協会賞（受賞）
- 1967年 ゴールデングローブ賞 外国語映画賞（ノミネート）

## 配役
コージンツェフは、映画に他の伝統の影を落とすために、第一言語がロシア語ではない俳優の何人か（ラトビア人のエリザ・ラジニをガートルード、ウクライナ人のステパン・オレクセンコをレアティーズ、エストニア人のレイノ・アレン、アンツ・ラウテル、アアドゥ・クレバルド）に役を割り当てた。しかし、コージンツェフは主役には演劇で豊富な経験があるロシア人俳優インノケンティ・スモクトゥノフスキーを選んだ。外見は伝統的であったが、スモクトゥノフスキーは独自の演技法を持っていた。抑制と神経質な強烈さを兼ね備えた特徴があり、これによってこの映画は他の映画化と異なったものになっている。
| 役名               | 俳優                                 | 日本語吹き替え | 日本語吹き替え |
| 役名               | 俳優                                 | VHS版          | テレビ版       |
| ------------------ | ------------------------------------ | -------------- | -------------- |
| ハムレット         | インノケンティ・スモクトゥノフスキー | 橋爪功         | 日下武史       |
| クローディアス     | ミハイル・ナズワーノフ               | 勝部演之       | 森山周一郎     |
| ガートルード       | エリザ・ラジニ                       | 有田麻里       | 小沢沙季子     |
| ポローニアス       | ユーリー・トルベーエフ               | 塩見竜介       | 辻村真人       |
| レアティーズ       | ステパン・オレクセンコ               | 佐々木敏       |                |
| オフィーリア       | アナスタシア・ヴェルチンスカヤ       | 高林由紀子     | 小原乃梨子     |
| ホレイシオ         | ウラジーミル・エレンベルク           | 村越伊知郎     |                |
| ローゼンクランツ   | イーゴリ・ドミトリーエフ             | 池水通洋       |                |
| ギルデンスターン   | ワディム・メドヴェージェフ           | 佐古正人       |                |
| フォーティンブラス | アアドゥ・クレバルド                 | 中江真司       |                |

- VHS版：東宝から発売された『名作・ソビエト映画』吹替版VHSに収録。
- テレビ版：初回放送 - 1970年2月22日『日曜洋画劇場』